# Gemeinschaft werktätiger Christen für ein neues Jerusalem
Die Gemeinschaft werktätiger Christen für ein neues Jerusalem ist eine Glaubens- und Lebensgemeinschaft, die seit 2001 am Zachhiesenhof in Huttich bei Salzburg ihren Sitz hat. Insgesamt leben dort etwa 50 Menschen. Seit 2005 ist sie in dem eingetragenen Verein Gemeinschaft werktätiger Christen – Verein zur Unterstützung hilfsbedürftiger Personen organisiert; Obmann ist Josef Öschlberger.

## Grundsätze
Die Gemeinschaft lebt nach eigenen Angaben nach christlichen Grundprinzipien, ohne einer bestimmten Religionsgruppe anzugehören. Es gehe vor allem um das praktische christliche Handeln, indem man Gutes tue. Persönliches Vermögen und Einkommen geben die Mitglieder der Gemeinschaft in einen gemeinsamen Topf. Texte aus dem Buch Das Jesus-Evangelium von Günther Schwarz und Jörn Schwarz waren zumindest bis 2013 Bestandteil für das Leben am Hof.
Ein Vertreter des Referats für Weltanschauungsfragen der römisch-katholischen Erzdiözese Salzburg erklärte, die „Gemeinschaft werktätiger Christen“ sei hierarchisch aufgebaut und berufe sich auf die Offenbarungen von Jakob Lorber, die Karmalehre und die Heillehre des Paracelsus. Der damaligen Salzburger Generalvikar Johann Reißmeier lehnte im Jahr 2003 eine Wiederaufnahme von Mitgliedern der „werktätigen Christen“ in die katholische Kirche ab, weil ihr Glaube nicht mit der Lehre der katholischen Kirche vereinbar sei.
Geistiger Leiter der Gemeinschaft ist nach Erkenntnissen der Bundesstelle für Sektenfragen des Bundesministeriums für Gesundheit, Familie und Jugend Martin Krebs, Mitverfasser des 2004 erschienenen Buchs Jesuskraft. Ein Geschenk zur geistigen Entwicklung und Erlangung der geistigen Reife. Krebs beschrieb sich in dem Buch als „Lebensberater und geistiger Therapeut“. Angehörige und ehemalige Mitglieder der „werktätigen Christen“ berichteten der Bundesstelle und dem ORF, er gebe anhand sogenannter „Durchsagen“, die seine Partnerin Martina Krebs (vormals Öschlberger, zuvor Lassacher) angeblich direkt von Jesus erhält, die Richtlinien für das gemeinsame Leben vor. Wer die Erwartungen nicht erfülle, dem würde eine Besetzung mit Dämonen zugeschrieben. In dem Buch Jesuskraft hatte Öschlberger behauptet, bereits seit dem Jahr 2000 „Durchsagen“ von Jesus zu empfangen.

## Seminare
Der am Zachhiesenhof ansässige ISE Verlag und Seminare e.U. bietet öffentliche Seminare an, die auch zur Werbung neuer Gemeinschaftsmitglieder dienen. Behandelt wurden und werden Themen wie die Apokalypse, Kinesiologie, „In der Sprache liegt die Kraft“ und die „göttliche Heilung deiner Finanzen“. Inhaberin des Verlags ist Andrea Gfrerer; zum Team gehören auch Martin und Martina Krebs sowie Hannes Maier, Leiter der Weinbergschule.

## Landwirtschaft
Mitglieder der Gemeinschaft bewirtschaften den Zachhiesenhof. Laut einer von Seekirchener Bürgern zusammengestellten Chronik bestand das Gehöft bereits im 15. Jahrhundert. Seinen Namen erhielt es demnach in den Jahren 1608 bis 1664 durch den Besitzer Zacharias Goiginger. 1917–1918 soll der Hof im Besitz der k. u. k. Monarchie gewesen sein und als Lager für russische Gefangene gedient haben. Seit 1951 befindet es sich im Besitz der Familie Öschlberger.
Der Hof wird derzeit von Thomas Öschlberger geführt und als Archebauernhof betrieben, in dem vom Aussterben bedrohte Arten gezüchtet werden. Die erwirtschafteten Produkte werden teilweise an andere soziale Initiativen weitergegeben.

## Internat Weinbergschule
Auf dem Gelände des Zachhiesenhofs wurden auch ein Kindergarten und die reformpädagogische „Weinbergschule“ betrieben. Trägerin der Weinbergschule war der 2002 gegründete Verein zur Förderung alternativer Bildungswege; Schuldirektor und Vereinsobmann war Hannes Maier. Die Weinbergschule hat von 2006 bis 2019 das Öffentlichkeitsrecht besessen. für die 1. bis 9. Schulstufe und wurde fast ausschließlich von den Mitgliedern der Gemeinschaft beziehungsweise den Eltern finanziert, die überwiegend selbst im Zachhiesenhof lebten.
Seit der Schulgründung im Jahr 2005 bis zur behördlichen Schließung am 17. Mai 2019 kam es zu mehreren öffentlichen Kontroversen um  das Leben am Zachhiesenhof und das Schulkonzept. Eine im November 2017 ausgestrahlte Reportage des ORF, in der massive Kritik von zuständigen Behörden wie von ehemaligen Gemeinschaftsmitgliedern und Angehörigen geäußert wurde, befeuerte die Diskussion. Unter anderem wurde dem Betreiber ein esoterisches und unzureichendes Konzept, eine Isolation der Kinder nach außen und in Einzelfällen eine Dämonisierung von Kindern vorgeworfen. Das zuständige Ministerium leitete eine Prüfung ein, ob der Schule das Öffentlichkeitsrecht zu entziehen ist. Die Schule wies die Vorwürfe in einer Stellungnahme auf ihrer Website als „diffamierend“ zurück. Es sei ein Versuch, das Ansehen ganzheitlicher Bildungseinrichtungen zu ruinieren.